# Ricochet (película)
Ricochet es una película de acción estadounidense de 1991 dirigida por Russell Mulcahy y protagonizada por Denzel Washington, John Lithgow y Ice-T.

## Argumento
El joven policía Nick Styles gana gran popularidad, cuando detiene de forma muy capaz a un peligroso asesino llamado Earl Talbot, cosa que además es grabado por un videoaficionado. De esa manera su carrera asciende desde entonces rápidamente, hasta convertirse en el asistente del fiscal del distrito. También se ha casado y tiene dos hijas.
Sin embargo el criminal consigue escaparse 8 años después de la cárcel, donde ha estado maquinando todo el tiempo un plan diabólico para vengarse de él por haberlo encarcelado y destruido su vida criminal. Como parte del plan fingió también su muerte para tener las manos libres al respecto. 
Para ello, una vez que está todo preparado, Talbot trata despiadadamente de destruir toda su vida hasta el punto de incluso asesinar a alguien e incriminarlo respecto a lo que hizo. También se encarga que Styles sepa que fue él para regordearse. Como Styles no puede demostrar que es Talbot, porque oficialmente está muerto, él tiene que ver impotentemente como él está destruyendo su vida.
Sin embargo, Styles no se rinde y, consciente de que tiene que destaparlo para salvar su vida y sabiendo que lo que quiere es encerrarlo para siempre por delitos que no ha hecho, él, con la ayuda de su amigo de la juventud Odessa, finge su muerte para que salga Talbot de su escondite en su afán de querer que sufra el resto de su vida en la cárcel por crímenes que él cometió.
El plan funciona, consigue que todos puedan verlo y en la posterior lucha a muerte con Talbot, que decide entonces matarlo cuando fracasa su plan, en una torre, Styles consigue tirarlo de la torre, por lo que acaba muerto por ello. Recupera así su vida y puede otra vez volver a una vida normal aunque estando también enfadado con la prensa por su conducta al respecto, que quiso creer al principio las mentiras para luego hacer un vuelco radical cuando se pudo demostrar la verdad de lo sucedido.

## Reparto
| Actor              | Papel                                   |
| ------------------ | --------------------------------------- |
| Denzel Washington  | Nick Styles                             |
| John Lithgow       | Earl Talbot Blake                       |
| Ice-T              | Odessa                                  |
| Kevin Pollak       | Larry Doyle                             |
| Lindsay Wagner     | Fiscal del distrito Priscilla Brimleigh |
| Mary Ellen Trainor | Gail Wallens                            |
| Josh Evans         | Kim                                     |
| Victoria Dillard   | Alice                                   |

## Producción

### Desarrollo
Al principio Fred Dekker, con el apoyo de Joel Silver, escribió el guion de Ricochet con el propósito de tratar de llevar adelante una nueva secuela de la saga Harry el Sucio protagonizada por Clint Eastwood. Sin embargo el guion no le gustó a Eastwood, por lo que decideron cambiar el guion al respecto y hacer de esa manera una película independiente con Dekker como director. Dekker trató entonces de reclutar a Kurt Russell como actor protagonista, pero él se negó y Dekker dejó después de ello el proyecto.
Entonces el guion fue reescrito por Menno Meyjes y luego por Steven E. de Souza. Fueron tantos los cambios que se hiceron, que cuando Dekker vio la película, él poco reconoció en ella de su libreto.

### Casting
Una vez estando eso aclarado, se decidió coger a los actores para la película. Denzel Washington fue aproximado por Joel Silver durante la noche, en la que recibió su Óscar por su papel en Tiempos de gloria (1989). Le propuso hacer una película juntos y él aceptó. Es así como Washington interpretó con esta producción cinematográfica su primer papel protagonista en una película de acción.
El papel del villano fue ofrecido a John Lithgow sabiendo todos que él fue la segunda opción de interpretar a Hannibal Lecter en el film El silencio de los corderos (1991). Con gusto, aceptó la oferta de interpretarla. Ice-T recibió de inmediato el papel del amigo de Styles tras haber conseguido llamar la atención en New Jack City (1991). Finalmente Mary Ellen Trainor repitió su papel de la reportera Gail Wallens, que ya había interpretado en Jungla de cristal (1988), por lo que Ricochet también comparte universo con el film de John McClane.

### Rodaje
La filmación entonces iba inicialmente a empezar en noviembre de 1990, pero se retrasó hasta el 28 de enero de 1991. Una vez empezado se terminó entonces el 5 abril del mismo año. Para hacer la película se rodó para ello en su totalidad en la ciudad de Los Angeles.
Para hacerla posible su papel, Washington hizo ejercicio tres horas al día y seis días a la semana durante cuatro meses con el propósito de no parecer bajo de forma en sus escenas sin camiseta. Cabe también destacar, que cuando se rodó la lucha final entre Styles y Blake en las Watts Towers, unas estructuras metálicas construidas en Los Angeles, se necesitó siete noches para rodarlas, ya que se encontraban en lo alto de la estructura teneindo además como obstáculo los fuertes vientos y la lluvia que hubo entonces.

## Recepción
Cuando se estrenó el 4 de octubre de 1991, el largometraje recibió entre malas y tibias críticas, lo que contribuyó a que no tuviese éxito de taquilla.
Hoy en día la película ha sido valorada en portales cinematográficos y por críticos profesionales. En IMDb, con aproximadamente 22 000 votos registrados, el filme obtiene una media ponderada de 6,2 sobre 10. En cuanto a Rotten Tomatoes, los más de 10 000 votos registrados allí le dieron una valoración media de 3,3 de 5, mientras que los 19 críticos profesionales que se expresaron allí le dieron una valoración media de 5,7 de 10. Entre ellos se ha llegado el consenso, que la producción cinematográfica de film noir está por encima de las películas mediocre al respecto.